# Jindřich Vojáček
Jindřich Vojáček (* 11. července 1888 Praha, padl mezi 7. až 10. květnem 1945 při Pražském povstání) byl český právník a hudební skladatel.

## Život
Jeho otcem byl Jindřich, rytíř Vojáček, c.k. okresní komisař při místodržitelství v Praze. Po studiích na reálném gymnáziu na Smíchově v Praze absolvoval Právnickou fakultu Karlovy univerzity (4. července 1912) a pracoval jako právník na ředitelství Státních drah. Komponovat začal již během studií na gymnáziu. V hudbě se vzdělával soukromě. V letech 1908–1909 studoval na konzervatoři v Ženevě u Josepha Laubera.
Bydlel ve vile na Barrandově ve Skalní 21. Padl v průběhu Pražského povstání v květnu 1945.

## Dílo
Byl autorem, který zasáhl do mnoha hudebních žánrů. Největšího úspěchu dosáhla jeho hudba chrámová a skladby orchestrální. Většina jeho děl byla provedena, ale tiskem byl vydán jen zlomek.

### Klavír
- Den op. 3 (1907)
- Noveletta op. 12 (1910)
- Léto op. 18 (1920)
- Tři skladby ve slohu tanečním op. 30 (1926)
- Sonáta pro dva klavíry op. 41 (1932)
- Suita ve starém slohu op. 46 (1938, také instrumentováno pro orchestr)

### Komorní skladby
- Suita pro violu a klavír op. 27 (1922)
- Sonáta pro violoncello a klavír op. 29 (1925)
- Sonáta pro housle a klavír op. 40 (1931)
- Smyčcový kvartet op. 19 (1920)
- Dechový kvintet op. 47 (1938)
- Smyčcový kvartet op. 48 (1938)
- Slunovraty pro 10 nástrojů a zpěvní hlas op. 24 (1927)
- Večerní hudba op. 45 (pro soprán, alt violu a klavír, 1936)

### Orchestrální skladby
- Jarní píseň op. 8 (1908)
- Humoreska op. 9 (1910)
- Resignace op. 10 (199)
- Slavnostní předehra op. 11 (1910)
- Veseloherní ouvertura op. 13 (1912)
- Symfonie f-moll op. 16 (1920)
- Serenáda op. 20 (1920)
- II. symfonie „Komorní“ op. 24 (1921)
- Zemský ráj op. 26 (1921)
- III. symfonie op. 32 (1927)
- Symfonické vánoční preludium op. 35 (1927)
- IV. symfonie op. 37 „Svatováclavská“ (1928)
- V. symfonie op. 38 „Dalmatská“ (1929)
- Sluneční rok op. 44 (suita pro ženský sbor a orchestr na slova Karla Tomana, 1935)

### Jevištní díla
- Korsár (romantická opereta, 1910)
- Jasice op. 39 (opera, 1931,provedena v Národním divadle 16. 1. 1935)
- Profesor Faustin op. 43 (opera, 1934)

### Chrámové skladby (výběr)
- Česká mše ke sv. Václavu op. 21 (1921)
- Litanie ke jménu Ježíš op. 36 (oratorium, 1928)
- Dva duchovní zpěvy op. 42 (1935)

Zkoponoval rovněž řadu písní, písňových cyklů a sborů.